# ビル・パクストン
ビル・パクストン（Bill Paxton, 1955年5月17日 - 2017年2月25日）は、アメリカ合衆国の俳優、映画監督。

## 来歴
テキサス州フォートワース出身。本名はウィリアム・パクストン（William Paxton）。高校時代から8ミリの自主映画を撮り続け、18歳の時にロサンゼルスへ渡る。そこでジェームズ・キャメロンと出会い、ロジャー・コーマンのニュー・ワールド・ピクチャーズで美術監督となって、『ビッグ・バッド・ママ』や『SEXアニマル/学生夫人』に参加する。
1975年の『クレイジー・ママ』にもスタッフとして参加したが、監督のジョナサン・デミから「出演してみないか」と誘われて映画デビューする。これがきっかけとなって俳優を志すようになった。
その後ニューヨーク大学で演技を学び、ステラ・アドラーに師事する。1983年の『影の私刑』で本格デビューを飾った。『ストリート・オブ・ファイヤー』、『ターミネーター』を経て、1986年、『エイリアン2』のハドソン役で注目を受け、次第に主役格に昇進する。『アポロ13』という秀作にも恵まれて以降、話題作への出演を重ねた。
2013年には、映画『パークランド ケネディ暗殺、真実の4日間』の製作にも参加した。
2017年2月25日に心臓手術後の合併症で死去した。61歳没。

## 人物
『エイリアン』シリーズ、『プレデター』シリーズ、『ターミネーター』シリーズに出演した唯一の俳優である（クロスオーバー作品である『エイリアンVSプレデター』を含めると、ランス・ヘンリクセンも出演している）。
ジェームズ・キャメロンの作品によく出演し、アーノルド・シュワルツェネッガー、マイケル・ビーン、ランス・ヘンリクセン、ジェニット・ゴールドスタインともよく共演した。
父はスパイダーマン3部作でバーナード（オズボーン家の執事）を演じたジョン・パクストンである。ジョンは、ビルの出演作である『ブレイン・デッド/脳外科医R』『ワイルド・ガンズ』『フェイクディール/偽札』『シンプル・プラン』『フレイルティー 妄執』に端役ながら出演している。俳優としてのデビューはビルより後なので、ビルは二世俳優とはいえない。俳優デビュー以前のジョンは小規模映画のプロデューサーをしていた。
息子のジェームズ・パクストンも俳優であり、『エージェント・オブ・シールド』ではビルがかつて演じたキャラクターの青年時代を、息子ジェームズが演じている。
女優・歌手のサラ・パクストンとは七従兄妹（5代差・16親等）の遠戚である。

## フィルモグラフィ

### 映画
| 年   | 題名                                                                             | 役名                           | 備考                                                                                             | 吹替 |
| ---- | -------------------------------------------------------------------------------- | ------------------------------ | ------------------------------------------------------------------------------------------------ | --- |
| 1975 | クレイジー・ママ Crazy Mama                                                      | ジョン                         | クレジットなし                                                                                   | |
| 1981 | パラダイス・アーミー Stripes                                                     | 兵士                           |                                                                                                  | 星野充昭（フジテレビ版） TBA（オンデマンド配信版） |
| 1983 | 影の私刑 The Lords of Discipline                                                 | ギルブレス                     |                                                                                                  | |
| 1983 | モーチュアリー Mortuary                                                          | ポール・アンドリュース         |                                                                                                  | |
| 1984 | ストリート・オブ・ファイヤー Streets of Fire                                     | クライド                       | 関俊彦（フジテレビ版） 花輪英司（オンデマンド配信版）                                            | |
| 1984 | インパルス 暴走する脳 Impulse                                                    | エディ                         |                                                                                                  | |
| 1984 | ターミネーター The Terminator                                                    | パンク・リーダー               | 鈴置洋孝（テレビ朝日版） 中博史（旧VHS版） 坂口賢一（新VHS・DVD・BD版） 加瀬康之（テレビ東京版） | |
| 1985 | コマンドー Commando                                                              | 沿岸警備艇レーダー迎撃士官     | 鈴置洋孝（TBS版） 石塚運昇（テレビ朝日版）                                                       | |
| 1985 | ときめきサイエンス Weird Science                                                 | チェット・ドネリー             | 勝杏里                                                                                           | |
| 1985 | サイレント・ローズ/真実への序曲 An Early Frost                                   | ボブ                           | テレビ映画                                                                                       | |
| 1986 | エイリアン2 Aliens                                                               | ハドソン                       |                                                                                                  | 江原正士（VHS・DVD版） 神奈延年（アルティメット・エディションDVD・BD版） 野島昭生（TBS版） 田中亮一（テレビ朝日1989年版） 牛山茂（テレビ朝日1993年版） 田中正彦（テレビ朝日2004年版） |
| 1987 | ニア・ダーク/月夜の出来事 Near Dark                                              | セヴェレン                     | 石塚運昇（テレビ東京版）                                                                         | |
| 1987 | アーメン・ホラー・ショー/霊感商法をブッとばせ Pass the Ammo                      | ジェシー                       |                                                                                                  | |
| 1989 | 風の惑星/スリップストリーム Slipstream                                           | マット・オーウェンズ           |                                                                                                  | |
| 1989 | パトリック・スウェイジ/復讐は我が胸に Next of Kin                                | ジェラルド・ゲイツ             |                                                                                                  | |
| 1990 | ブレイン・デッド/脳外科医R Brain Dead                                            | ジム・レストン                 | 大川透（VHS版）                                                                                  | |
| 1990 | ブルーヒート The Last of the Finest                                              | ハワード・ジョーンズ           |                                                                                                  | |
| 1990 | ネイビー・シールズ Navy Seals                                                    | デーン                         | 谷口節（VHS版） 堀之紀（テレビ朝日版）                                                           | |
| 1990 | プレデター2 Predator 2                                                           | ジェリー・ランバート           | 江原正士（ソフト版、フジテレビ版）                                                               | |
| 1991 | ワンダーアーム・ストーリー The Dark Backward                                     | ガス                           |                                                                                                  | |
| 1992 | 運命の引き金 One False Move                                                      | デイル・ハリケーン・ディクソン |                                                                                                  | |
| 1992 | バーグラント The Vagrant                                                         | グラハム・クラコウスキー       | 堀内賢雄（VHS版）                                                                                | |
| 1992 | トレスパス Trespass                                                              | ヴィンス                       | 関俊彦（VHS版）                                                                                  | |
| 1993 | ボクシング・ヘレナ Boxing Helena                                                 | レイ・オマリー                 |                                                                                                  | |
| 1993 | インディアン・サマー/タマワクの英雄たち Indian Summer                            | ジャック・ベルストン           |                                                                                                  | |
| 1993 | モノリス Monolith                                                                | タッカー                       | 牛山茂（VHS版）                                                                                  | |
| 1993 | トゥームストーン Tombstone                                                       | モーガン・アープ               | 大滝進矢                                                                                         | |
| 1994 | フューチャー・ショック Future Shock                                              | ヴィンス                       |                                                                                                  | |
| 1994 | ワイルド・ガンズ Frank and Jesse                                                 | フランク・ジェームズ           |                                                                                                  | |
| 1994 | トゥルーライズ True Lies                                                         | サイモン                       | 江原正士（ソフト版） 牛山茂（フジテレビ版）                                                      | |
| 1995 | アポロ13 Apollo 13                                                               | フレッド・ヘイズ               | 星野充昭（ソフト・日本テレビ版） 立木文彦（フジテレビ版）                                        | |
| 1995 | 最後の晩餐/平和主義者の連続殺人 The Last Supper                                  | ザカリー・コディ               |                                                                                                  | |
| 1996 | ツイスター Twister                                                               | ビル・ハーディング             | 山路和弘（ソフト版） 星野充昭（日本テレビ版）                                                    | |
| 1996 | 夕べの星 The Evening Star                                                        | ジェリー・ブルックナー         | 山路和弘                                                                                         | |
| 1997 | フェイクディール/偽札 Traveller                                                  | ブッキー                       | 兼製作                                                                                           | |
| 1997 | タイタニック Titanic                                                             | ブロック・ラベット             |                                                                                                  | 石塚運昇（ソフト版） 堀内賢雄（フジテレビ版、日本テレビ版） 井上倫宏（機内上映版） |
| 1998 | シンプル・プラン A Simple Plan                                                   | ハンク                         | 大塚芳忠                                                                                         | |
| 1998 | マイティ・ジョー Mighty Joe Young                                                | グレッグ・オハラ               | 大場真人（ソフト版） 安原義人（テレビ朝日版）                                                    | |
| 2000 | U-571                                                                            | マイク・ダールグレン少佐       | 石塚運昇（ソフト版） 磯部勉（テレビ朝日旧版） 小川真司（テレビ朝日新版）                         | |
| 2000 | バーティカル・リミット Vertical Limit                                            | エリオット・ヴォーン           | 内田直哉（ソフト版） 牛山茂（テレビ朝日版）                                                      | |
| 2001 | フレイルティー 妄執 Frailty                                                      | 父親                           | 兼監督                                                                                           | 星野充昭 |
| 2002 | スパイキッズ2 失われた夢の島 Spy Kids 2: The Island of Lost Dreams               | ディンキー・ウィンクス         |                                                                                                  | 大塚芳忠 |
| 2003 | 戦場のレジスタンス Resistance                                                    | セイドア・プライス             |                                                                                                  | |
| 2003 | スパイキッズ3-D:ゲームオーバー Spy Kids 3-D: Game Over                           | ディンキー・ウィンクス         | 大塚芳忠                                                                                         | |
| 2003 | ジェームズ・キャメロンのタイタニックの秘密 Ghosts of the Abyss                   | 本人                           | 平田広明                                                                                         | |
| 2004 | ミステリー・ツアー Club Dread/Broken Lizard's Club Dread                         | ココナッツ・ピート             | 内田直哉                                                                                         | |
| 2004 | サンダーバード Thunderbirds                                                      | ジェフ・トレーシー             | 坂本昌行                                                                                         | |
| 2004 | ヘイヴン 堕ちた楽園 Haven                                                        | カール・リドリー               | 星野充昭                                                                                         | |
| 2005 | グレイテスト・ゲーム The Gratest Game Ever Played                                | N/A                            | 監督                                                                                             | |
| 2005 | ウォーキング・オン・ザ・ムーン 3D Magnificent Desolation: Walking on the Moon 3D | エドガー・ミッチェル           | 声の出演                                                                                         | |
| 2011 | エージェント・マロリー Haywire                                                   | ジョン・ケイン                 |                                                                                                  | 立木文彦 |
| 2013 | コロニー5 The Colony                                                             | メイソン                       | 志村知幸                                                                                         | |
| 2013 | 2ガンズ 2 Guns                                                                   | アール                         | 牛山茂                                                                                           | |
| 2014 | ミリオンダラー・アーム Million Dollar Arm                                        | トム・ハウス                   | 東和良                                                                                           | |
| 2014 | オール・ユー・ニード・イズ・キル Edge of Tomorrow                                | ファレウ曹長                   | 大塚芳忠                                                                                         | |
| 2014 | ナイトクローラー Nightcrawler                                                    | ジョー・ロダー                 | 西村太佑                                                                                         | |
| 2016 | デッド・オア・ラン Term Life                                                     | キーナン刑事                   |                                                                                                  | |
| 2017 | ザ・サークル The Circle                                                          | ビニー                         | 志村知幸                                                                                         | |

### テレビシリーズ
| 年        | 題名                                                    | 役名                 | 備考                    | 日本語吹替 |
| --------- | ------------------------------------------------------- | -------------------- | ----------------------- | ---------- |
| 1986      | 特捜刑事マイアミ・バイス Miami Vice                     | ヴィク・ロマノ       | 1話出演                 |            |
| 2006-2011 | ビッグ・ラブ Big Love                                   | ビル・ヘンリクソン   | 計53話出演              |            |
| 2012      | 宿敵 因縁のハットフィールド&マッコイ Hatfields & McCoys | ランドール・マッコイ | ミニシリーズ、計3話出演 | 立木文彦   |
| 2014      | エージェント・オブ・シールド Agents of S.H.I.E.L.D      | ジョン・ギャレット   | 計7話出演               | 中村秀利   |
| 2017      | Training Day                                            | フランク・ローク刑事 | 計13話出演              |            |